# Republic Airlines

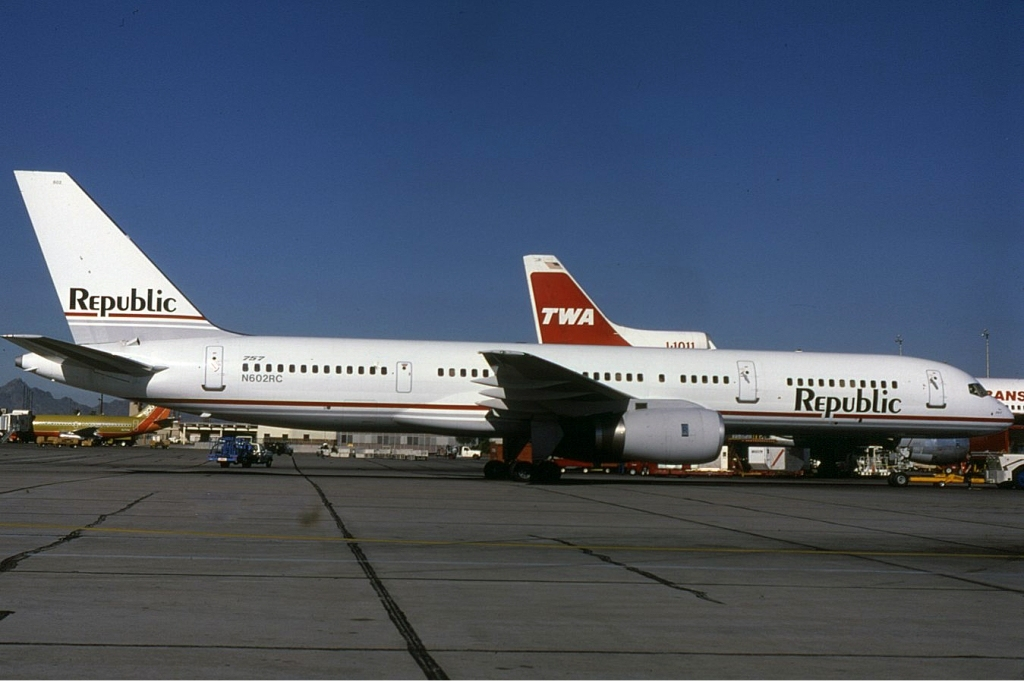
Boeing 757 da Republic Airlines em 1986.

Republic Airlines foi uma companhia aérea norte-americana fundada em 1979 atraves da fusão das empresas North Central Airlines e Southern Airways, com sede no Aeroporto Internacional de Minneapolis-Saint Paul.
A Republic tornou-se a maior companhia aérea dos EUA em número de aeroportos servidos e a empresa com a maior frota mundial de aeronaves Douglas e Boeing 727-200.
Em 1986 a concorrente Northwest Orient Airlines (que neste mesmo ano modificou o seu nome para Northwest Airlines) comprou a Republic Airlines e que por sua vez, foi comprada pela Delta Air Lines em 2008.